# 伴資健
伴 資健（ばん すけゆき、1835年12月31日（天保6年11月12日）- 1913年（大正2年）1月28日）は、安芸国（現：広島県）出身の政治家。広島市長を3期務めた。幼名保之丞、のちに後十郎兵衛、資知と改名。

## 経歴
1835年（天保6年）広島藩士太田三郎右衛門敬信の次男として、広島中ノ町（現：広島市中区中町）に生まれる。広島藩学問所（現：修道中学校・高等学校）に学ぶ。1855年（安政2年）叔父伴勇次郎資道の養子となる。1862年（文久2年）御奥詰、1863年（文久3年）若殿付御奥小姓、1865年（慶応元年）御目付役を歴任。1866年藩命を受け山田十竹と共に藩学の洋学生50名を引率し江戸に遊学。1868年（明治元年）御勘定奉行となる。その後、広島県第八大区長、広島県賀茂郡長を歴任し、1889年（明治22年）11月28日から1906年（明治39年）8月30日まで3期広島市長（官選）を務める。1902年（明治35年）フランス共和国よりシュウリユード・ローガン・ナショナル・ド・レジョンドノール勲章受章、1906年（明治39年）日露戦争の功により勲四等旭日小綬章を受章。1913年（大正2年）1月28日逝去。79歳。従六位。

## 栄典
- 1895年（明治28年）10月 - 勲六等瑞宝章・明治二十七八年従軍記章
- 1902年（明治35年）12月28日 - 勲五等瑞宝章[7]
- 1906年（明治39年）4月 - 勲四等旭日小綬章